# Record Mirror
Record Mirror foi um periódico semanal britânico sobre música pop. Fundado por Isadore Green em 1954, trazia notícias, entrevistas, paradas musicais, resenhas de concertos e discos, cartas dos leitores e fotografias de artistas.
Lançada dois anos depois da NME, a publicação manteve uma circulação baixa em comparação à sua concorrente direta, mas durante as décadas de 1960 e 1970 conseguiu uma melhora de vendas sob o reflexo de sua boa reputação na indústria musical. A primeira parada musical do Reino Unido foi publicada pela Record Mirror em 1956, e durante a década de 1980, ele foi o único periódico a divulgar as paradas de singles e álbuns britânicos, usadas pela BBC nos programas Radio 1 e Top of the Pops. 
A última edição da Record Mirror foi publicada em abril de 1991.